# Tête de l'Estrop
Pour les articles homonymes, voir Estrop.
La tête de l'Estrop (le « p » final est muet) est le plus haut sommet du massif des Trois-Évêchés, dans les Alpes-de-Haute-Provence. Il culmine à 2 961 m d'altitude.

## Géographie

### Situation
La tête de l'Estrop est située à l'extrémité sud-ouest du massif des Trois-Évêchés, entre Digne-les-Bains, Gap et Barcelonnette. Ce sommet est en bordure de la zone des Alpes où l'altitude des crêtes est supérieure à 2 500 m, et peu de sommets situés au sud et à l'ouest culminent à plus de 2 000 m d'altitude. Culminant à près de 3 000 m d'altitude, la montagne constitue le sommet des Alpes de Provence, et elle est visible et reconnaissable depuis  le sud et l'ouest. Mais depuis les massifs à l'est et au nord, le sommet est difficile à identifier.
Les abords immédiats de la tête de l'Estrop, très accidentés et difficiles d'accès, sont vides de tout peuplement permanent. Aucune route ne permet d'accéder à moins de quelques kilomètres du sommet. La densité de population des communes et vallées à proximité est de l'ordre de quelques habitants au kilomètre carré.
La tête de l'Estrop est exactement à la limite des communes de Prads-Haute-Bléone et Méolans-Revel (vallon du Laverq). Le sommet marque également la limite des cantons de La Javie et du Lauzet-Ubaye, ainsi que des arrondissements de Digne et Barcelonnette.

### Topographie
La tête de l'Estrop regroupe deux sommets situés sur la crête des Barres : le plus élevé, qui culmine à 2 961 m d'altitude, est au nord-est du Signal, 2 927 m d'altitude, sur lequel une station radio était installée jusque dans les années 2010. Deux crêtes secondaires partent de ce sommet : l'une en direction du puy de la Sèche (2 820 m) et de la crête de la Blanche, l'autre en direction des Mées de l'Estrop (2 502 m), un sommet secondaire du massif. Les versants sud-ouest et nord sont abrupts, mais le versant sud-est présente une pente douce. La combe formée dans le versant nord du massif, sous le sommet, est recouverte par le glacier de la Blanche, actuellement réduit à l'état de glacier rocheux.
La Bléone et plusieurs de ses affluents ont leur source au pied de la tête de l'Estrop.

### Géologie
Le sommet est en grès d'Annot, un grès nummulitique légèrement rose, adhérent et dur qui repose en discordance sur des marnes bleues et du calcaire du Crétacé dont sont constitués les sommets secondaires. Disposé en strates inclinées en pente douce avec un pendage nord-est, le grès donne au paysage autour du sommet un aspect singulier, où des dalles inclinées alternant avec des barres rocheuses peu hautes et facilement franchissables versant sud-est, ou des falaises là où les barres sont rapprochées. La discordance entre le grès et les marnes sous-jacentes est visible sur le versant sud-ouest : les pentes ravinées sont surmontées de strates de grès dur.

### Climat
Le climat autour de la tête de l'Estrop est un climat méditerranéen influencé par l'altitude, présentant plusieurs étages de végétation. Le cumul annuel moyen de précipitations dans le massif est supérieur à 1 200 millimètres, et l'ensoleillement est de l'ordre de 2 500 à 2 700 heures par an à toutes les altitudes.
En raison de la situation en promontoire de la montagne et de la configuration en entonnoir de la vallée de la Bléone, le sommet, première barrière alpine aux vents venant de la Méditerranée, est soumis à un climat plus humide que les massifs plus internes (Ubaye). La crête des Barres est une barrière climatique nette entre les Préalpes de Digne, qui sont soumises à un climat méditerranéen de montagne, et la vallée de l'Ubaye, dont le climat plus continental se rapproche davantage de celui des autres vallées internes des Alpes.
La limite des arbres est située à plus de 2 400 m d'altitude, là où le sol est suffisamment abondant pour permettre leur croissance. L'étage nival n'est présent qu'à l'ubac au-dessus de 2 600 m d'altitude.

## Activités

### Randonnée
Les sommets sont accessibles à des randonneurs en bonne condition physique et capables de bien s'orienter en montagne. La montagne en elle-même est peu dangereuse sur son flanc sud-est et son ascension ne nécessite pas d'équipement d'alpinisme, mais une bonne navigation à travers les barres est indispensable : des cairns la facilitent mais sont assez difficiles à distinguer dans un environnement rocheux et indiquent parfois des chemins différents. Au sommet, une statue de la Vierge en bois d'olivier loge dans une alcôve de pierres sèches.

#### Par le sud
En amont de Prads-Haute-Bléone, la route longe la vallée de la Bléone jusqu'aux Eaux-Chaudes (stationnement possible à 1 175 m d'altitude). Une piste carrossable continue sur quelques kilomètres jusqu'à des chalets à environ 1 300 m d'altitude, puis laisse place à un sentier qui traverse la Bléone et atteint le refuge de l'Estrop (2 050 m), en amont d'un passage sur des vires rocheuses, un peu exposé par mauvais temps mais équipé de mains courantes. Au-dessus du refuge, le sentier n'est pas toujours apparent mais des cairns permettent de se guider dans les pelouses et dans les barres ; il est balisé de peinture jaune. Cet accès n'est pas difficile et reste du niveau de la haute randonnée. C'est un bel itinéraire qui traverse des paysages très variés allant de la moyenne montagne méditerranéenne à la haute montagne alpine. Mais à partir du mois de novembre cet accès est peu recommandé car très exposé aux avalanches, dans la partie située entre les Eaux Grosses et le refuge de l'Estrop. Une variante plus difficile passe à l'ouest du sommet puis escalade les barres de grès de la face nord.

#### Par l'est
Au départ de La Foux d'Allos (1 850 m), cette voie d'accès, la plus rapide, permet d'atteindre le sommet lors d'une randonnée à la journée. Elle passe par la gare de télécabine au-dessus du vallon de l'Aiguille, puis suit les barres sur un sentier pas toujours apparent et balisé à l'aide de cairns.

#### Par le nord
L'ascension par le nord peut se faire par trois voies qui peuvent être atteintes depuis l'ancienne abbaye du Laverq, à 1 580 m d'altitude, où termine la route carrossable. La plus à l'est, balisée, franchit la crête au niveau du col de la Petite Barre, et rejoint la voie d'accès depuis la Foux d'Allos. Les deux autres, plus courtes, n'empruntent aucun sentier balisé et franchissent des éboulis raides et instables enneigés tardivement. La voie ouest contourne le glacier par l'ouest et permet de rejoindre la cote 2 927. La voie centrale consiste à atteindre la Grosse Barre d'où l'accès au sommet est aisé.

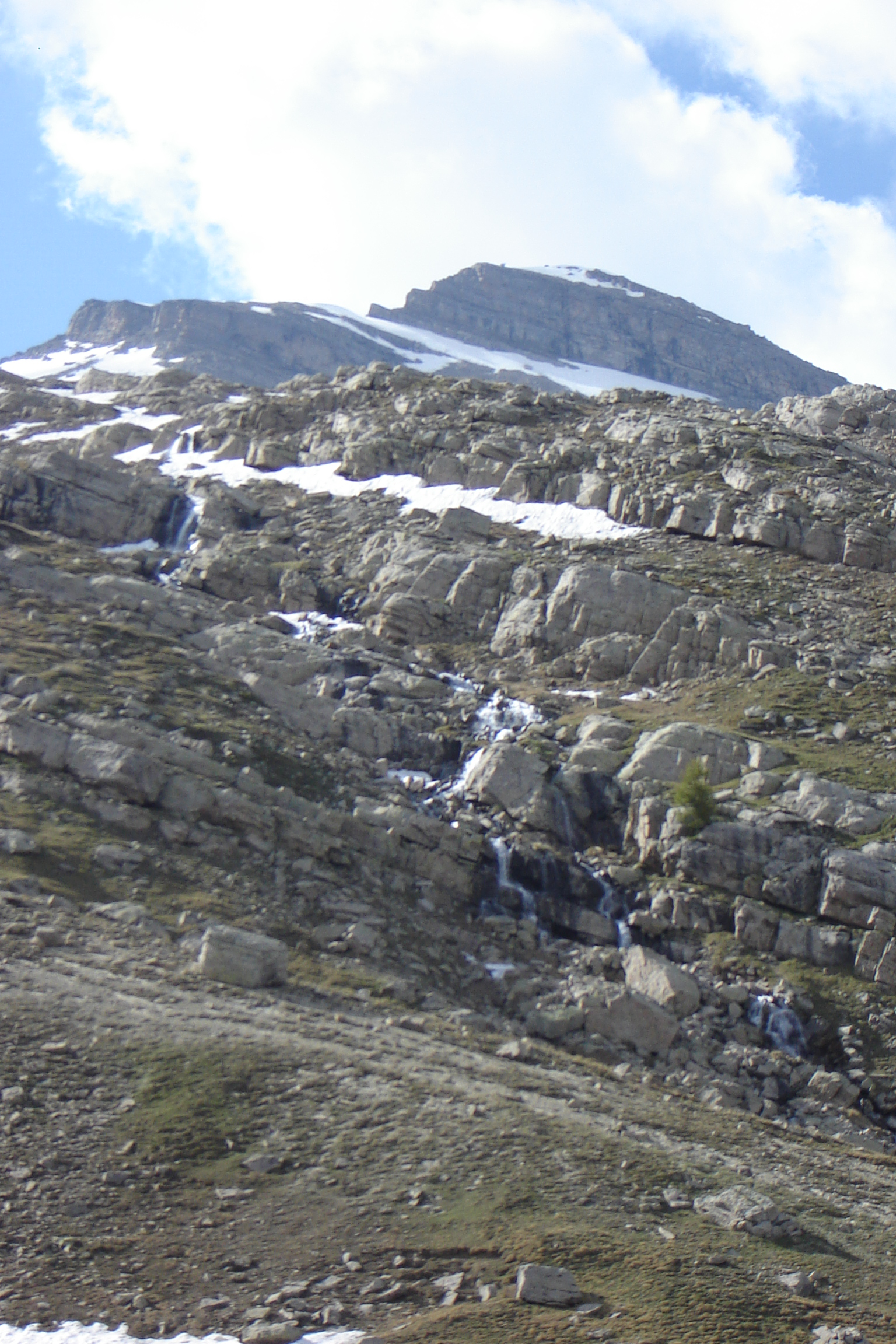
La tête de l'Estrop ; au premier plan, une résurgence qui alimente la Bléone.
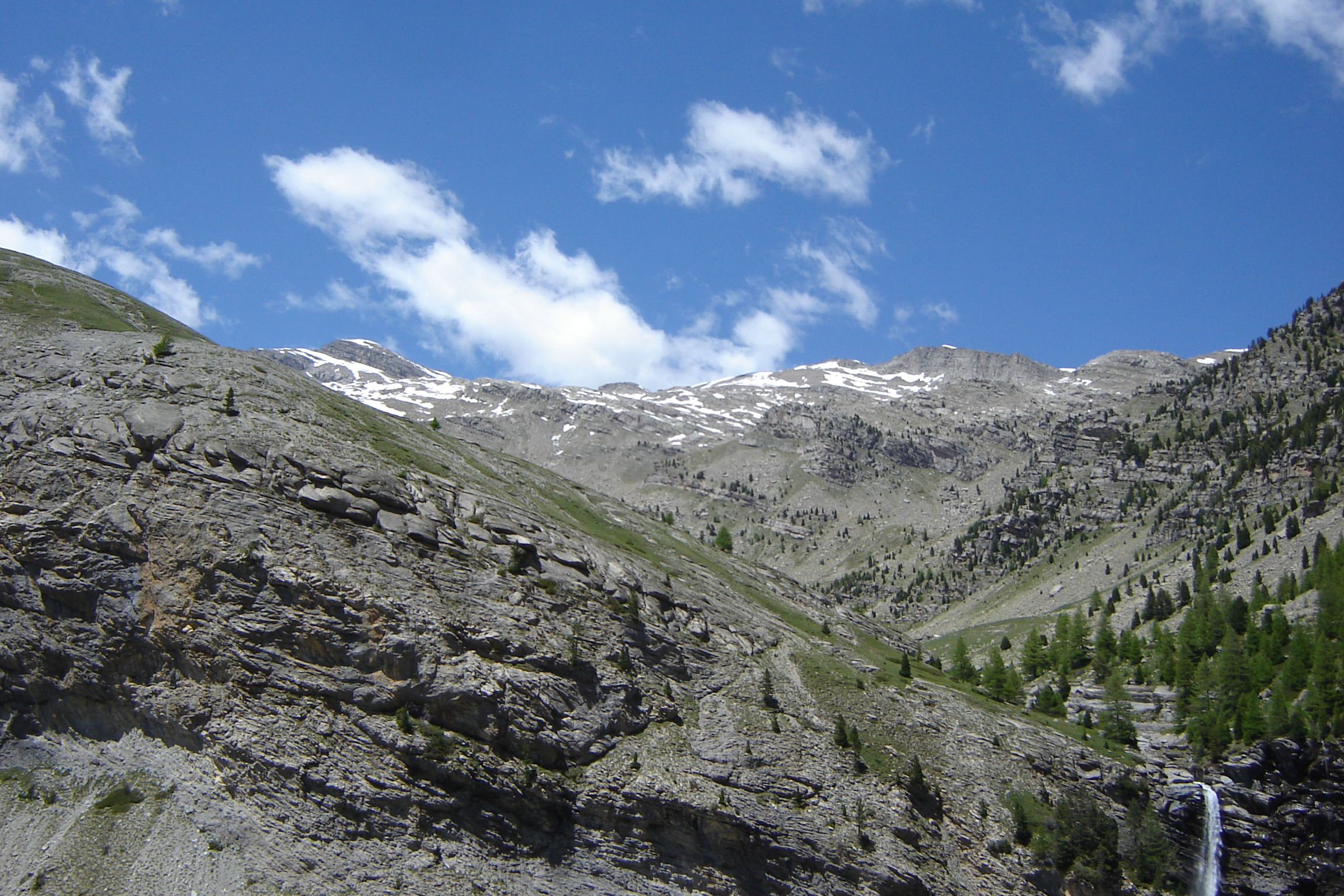
L'Estrop et au premier plan la cascade de la Piche.
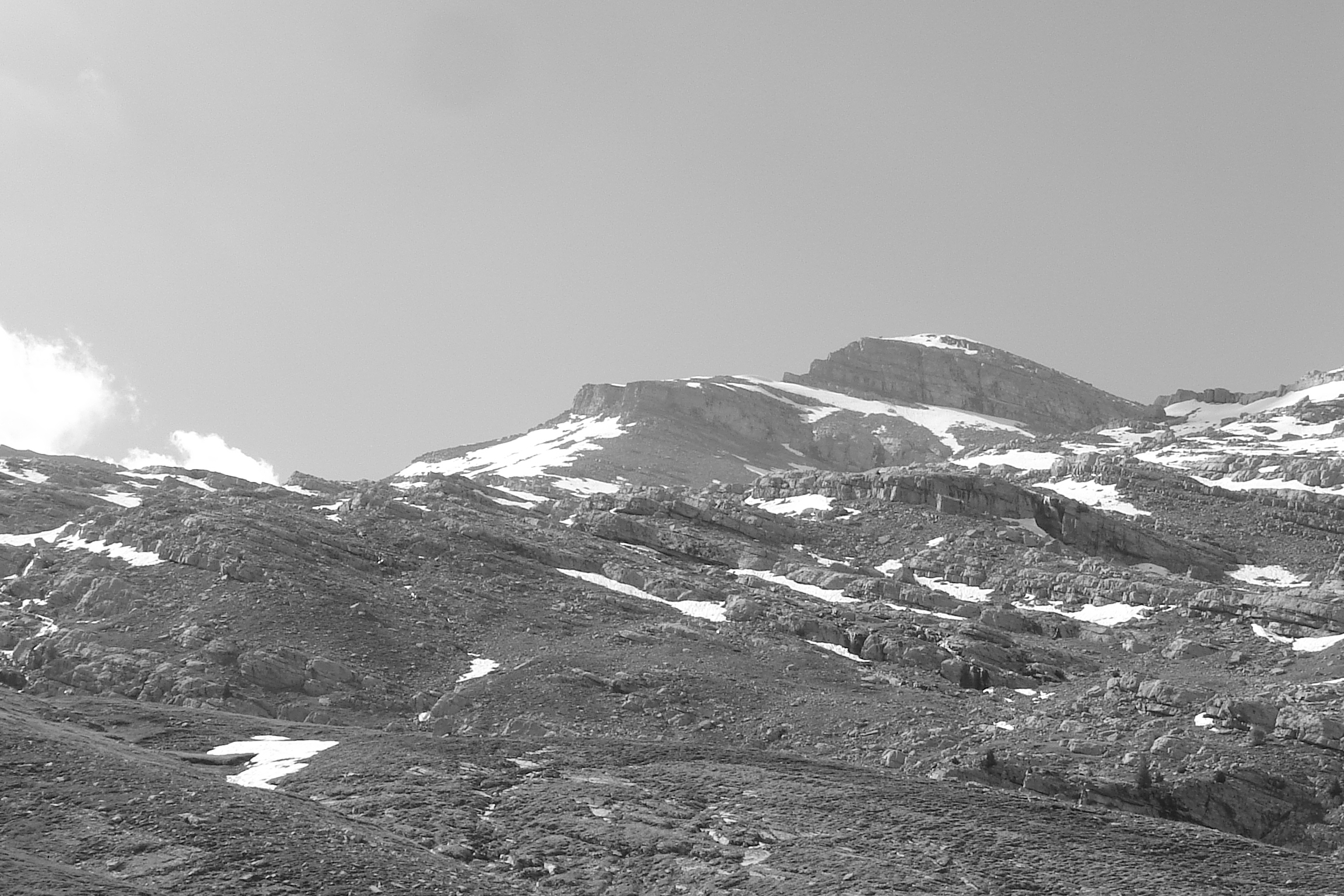
Estrop (photo noir et blanc).

### Canyonisme
Depuis 2005, l'Estrop est devenu un lieu fréquenté par les canyonistes de haut niveau. En effet, le torrent de Male Vesse offre l'une des dix plus belles descentes d'Europe et est l'un des parcours les plus techniques des Alpes du sud. La partie amont a été ouverte en mai 2005 par Sébastien Vallata et Caracal après vingt-neuf heures d'effort. À côté se trouve une autre descente tout aussi difficile au ravin du Bussing.